# Емил Либих
Емил Либих е български фотограф от австрийски произход.

## Биография
Роден е през 1882 г. в Русе. Син е на фотографа Рудолф Либих и Елена Кюскалд. Той е най-голямото от общо четирите деца на семейството. Завършва гимназия в родния си град, а през 1906 г. заминава за Будапеща, където в продължение на две години работи в ателието на Шандор Фодрош. Там се запознава с Тереза Бродски, с която сключва брак в Русе. До 1914 г. работи като фотограф артист. Записва се доброволец в австрийската армия по време на Първата световна война. Още в първата година попада в руски плен, където остава до 1920 г. Там е слуга, хамалин, работник в консервна фабрика. След това се озовава в Ташкент. Успява да се върне в България с помощта на Тереза Вейднер – дъщерята на съдружника на баща му Вейднер, която среща случайно там. Има двама синове – Рудолф и пианиста Ото, и една дъщеря – Маргарита. Занимава се с фотография в продължение на 50 години. Умира през 1962 г.